# Заганиха
Заганиха — деревня в Ветлужском районе Нижегородской области России. Входит в состав Крутцовского сельсовета.

## География
Деревня находится на севере Нижегородской области, в подзоне южной тайги, к северу от автодороги 22Н-1213 и реки Ветлуги, на расстоянии приблизительно 2 километров (по прямой) к западу-юго-западу (WSW) от города Ветлуги, административного центра района. Абсолютная высота — 138 метров над уровнем моря.
Климат
Климат характеризуется как умеренно континентальный, с относительно тёплым коротким летом и холодной продолжительной многоснежной зимой. Среднегодовая температура — 2,5 — 2,8 °C. Средняя температура воздуха самого тёплого месяца (июля) — 18 °C (абсолютный максимум — 36 °C); самого холодного (января) — −13 °C (абсолютный минимум — −46 °C). Безморозный период длится 195—200 дней. Среднегодовое количество атмосферных осадков составляет около 600 мм, из которых большая часть выпадает в тёплый период. Устойчивый снежный покров образуется во второй декаде ноября и держится150 — 165 дней.
Часовой пояс
Деревня Заганиха, как и вся Нижегородская область, находится в часовой зоне МСК (московское время). Смещение применяемого времени относительно UTC составляет +3:00.

## Население
| 1999 | 2002 | 2010 |
| ---- | ---- | ---- |
| 21   | ↘15  | ↗30  |

Национальный состав
Согласно результатам переписи 2002 года, в национальной структуре населения русские составляли 100 %.